# Brachypodium distachyon
Espèce
Classification phylogénétique
Brachypodium distachyon, le Brachypode à deux épis, est une espèce de plantes monocotylédones de la famille des Poaceae, sous-famille des Pooideae, originaire de l'Ancien Monde (bassin méditerranéen, Asie occidentale) .
Son génome relativement petit (~272 Mpb en 5 chromosomes) pour une graminée, sa petite taille et son cycle court, sa proximité taxinomique avec des céréales majeures (blé, orge, avoine, seigle dans la même sous-famille des Pooideae, et maïs, sorgho, canne à sucre, mil, fonio (sous-famille des Panicoideae), ainsi que riz (sous-famille des Oryzoideae) ont déterminé son choix comme plante modèle en génomique des graminées.

## Étymologie
Le nom générique « Brachypodium » est formé des racines grecques βραχύς (brachys), court, et πόδιον (podion), petit pied , en référence au très court pédicelle des épillets (subsessiles).
L'épithète spécifique, « distachyon », est formé des racines grecques δίς (dis), deux, et στάχυς (stachys), épi, en référence à l'inflorescence à ramification régulièrement bifurquée.

## Distribution et habitat
L'aire de répartition originelle de Brachypodium distachyon s'étend dans l'Ancien Monde :
- en Europe méridionale et orientale (Ukraine, Albanie, Bulgarie, Croatie, Grèce, Italie, Slovénie, France, Portugal, Espagne) ;
- en Afrique du Nord (Algérie, Égypte, Libye, Maroc, Tunisie) et orientale (Éthiopie) ;
- en Asie occidentale (Chypre, Iran, Irak, Israël, Jordanie, Liban, Syrie, Turquie, Azerbaïdjan) et en Asie centrale (Afghanistan, Turkménistan, Ouzbékistan), jusqu'au Pakistan[3].

L'espèce a été introduite dans plusieurs continents et s'est naturalisée notamment en Chine et en Asie orientale, en  Inde, en  Australie, en Amérique du Nord (États-Unis et Mexique) et  en  Amérique du Sud.
C'est une plante adaptée aux terrains secs et caillouteux.

## Plante modèle
Bien que Brachypodium distachyon ait peu d'importance en matière agricole, c'est une espèce qui présente plusieurs avantages en tant qu'organisme modèle  pour la compréhension de la génétique et de la biologie moléculaire et cellulaire des graminées tempérées. La taille relativement petite de son génome la rend utile pour le séquençage et la cartographie génétique. En outre, seulement 21 % environ du génome de Brachypodium distachyon est constitué d'éléments répétitifs, contre  26 % chez le riz et  80 % environ chez le blé, ce qui simplifie encore la cartographie génétique et le séquençage.
Avec  environ 272 millions de paires de bases et cinq chromosomes, c'est un génome petit pour une espèce de graminées. La petite taille de Brachypodium distachyon (15 à 20 cm de haut) et son cycle de vie rapide (de huit à douze semaines) sont également avantageux à des fins de recherche. 
La floraison, dans le cas des accessions précoces, peut se produire dès trois semaines après la germination (sous une photopériode inductive appropriée). La petite taille de certaines accessions les rend pratiques pour les cultiver dans un petit espace. Son caractère d'adventice explique que cette plante pousse facilement sans imposer des conditions de croissance spécialisées.
Cette espèce émerge comme un modèle puissant mobilisant une communauté de recherche en pleine croissance. L'International Brachypodium Initiative (IBI) a tenu sa première réunion, ainsi qu'un atelier de génomique, à la conférence PAG XIV à San Diego (Californie), en janvier 2006.
Le but de l'IBI est de promouvoir le développement de Brachypodium distachyon en tant qu'organisme modèle et de développer des ressources génomiques, génétiques et bio-informatiques, telles que des génotypes de référence, des bibliothèques CBA, des marqueurs génétiques, la cartographie de populations et une base de données de séquences génomiques. Récemment, des systèmes efficaces de transformation par Agrobacterium ont été développés pour une gamme de génotypes de Brachypodium,,, permettant le développement de collections d'ADN de transfert mutants,.
La caractérisation et la distribution des lignes d'insertion d'ADN-T ont été initiées pour faciliter la compréhension de la fonction des gènes chez les graminées
À présent, Brachypodium distachyon s'est imposé comme un outil important dans le domaine de la génomique comparative.
Cette plante devient un modèle en phytopathologie, facilitant le transfert des connaissances sur la résistance aux maladies de l'organisme-modèle vers les espèces de plantes cultivées.
Brachypodium distachyon devient également un modèle utile pour les études de biologie évolutive du développement, en particulier pour comparer les mécanismes de génétique moléculaire avec ceux des organismes-modèles dicotylédones, notamment Arabidopsis thaliana.

## Taxinomie

### Synonymes
Selon Catalogue of Life (30 novembre 2017) :
- Agropyron distachyon (L.) Chevall.
- Brachypodium annuum Sennen
- Brachypodium asperum (DC.) Roem. & Schult., nom. superfl.
- Brachypodium brevisetum (DC.) Roem. & Schult.
- Brachypodium ciliatum P.Beauv., nom. superfl.
- Brachypodium geniculatum K.Koch
- Brachypodium hybridum Catalán, Joch.Müll., L.A.J.Mur & T.Langdon
- Brachypodium macrostachyum Besser
- Brachypodium megastachyum Besser
- Brachypodium monostachyum (Poir.) Nyman
- Brachypodium paui Sennen
- Brachypodium pentastachyon (Tineo) Gand.
- Brachypodium phoenicoides var. brevisetum (DC.) St.-Yves
- Brachypodium platystachyum Huber
- Brachypodium polystachyum Sennen
- Brachypodium ramosum f. monostachyum (Poir.) Hausskn.
- Brachypodium rigidum (Roth) Link
- Brachypodium schimperi (Hochst. ex A.Rich.) Chiov.
- Brachypodium stacei Catalán, Joch.Müll., L.A.J.Mur & T.Langdon
- Brachypodium subtile De Not., nom. nud.
- Bromus buxbaumii Ten. ex Steud.
- Bromus ciliatus Lam., nom. superfl.
- Bromus distachyos L.
- Bromus geniculatus (K.Koch) Steud., nom. illeg.
- Bromus monostachyus Steud.
- Bromus paradoxus C.Presl
- Bromus pentastachyos Tineo
- Bromus platystachyus Lam., nom. superfl.
- Festuca breviseta (DC.) Steud.
- Festuca ciliata Gouan, nom. superfl.
- Festuca diandra Moench, nom. superfl.
- Festuca distachya (L.) Roth
- Festuca monostachya Poir.
- Festuca pentastachya (Tineo) C.Presl
- Festuca pseudistachya Koeler
- Festuca rigida Guss. ex Steud.
- Festuca rigida Roth
- Festuca rigidoaspera Steud., nom. superfl.
- Festuca schimperi (Hochst. ex A.Rich.) Steud.
- Festuca subtilis (Fisch., C.A.Mey. & Avé-Lall.) Steud.
- Festuca tauschii Steud.
- Secale bromoides L. ex Munro, nom. nud.
- Trachynia distachya (L.) Link
- Trachynia distachya var. hispida (Pamp.) Bor
- Trachynia pentastachya (Tineo) Tzvelev
- Trachynia platystachya (Balansa ex Coss.) H.Scholz
- Trachynia rigida (Roth) Link
- Triticum asperrimum Link
- Triticum asperum DC.
- Triticum brevisetum DC.
- Triticum ciliatum Cav., nom. superfl.
- Triticum distachyon (L.) Brot.
- Triticum distertum Tardent, nom. nud.
- Triticum flabellatum Tausch
- Triticum geniculatum (K.Koch) Walp., nom. illeg.
- Triticum monostachyum Lam. ex Roem. & Schult.
- Triticum polystachyum Lag. ex Steud.
- Triticum schimperi Hochst. ex A.Rich.
- Triticum subtile Fisch., C.A.Mey. & Avé-Lall.
- Triticum tenue Fisch. & C.A.Mey. ex Steud.
- Zerna distachyos (L.) Panz.

### Liste des sous-espèces et variétés
Selon Tropicos (30 novembre 2017) (Attention liste brute contenant possiblement des synonymes) :
- sous-espèces
  - Brachypodium distachyon subfo. puberulum Pamp.
  - Brachypodium distachyon subsp. paui (Sennen) R. Malag.
- variétés
  - Brachypodium distachyon var. asperum (DC.) Parl.
  - Brachypodium distachyon var. brevisetum (DC.) Asch. & Graebn.
  - Brachypodium distachyon var. caucasicum K. Koch
  - Brachypodium distachyon var. ciliatum (DC.) Beck
  - Brachypodium distachyon var. distachyon
  - Brachypodium distachyon var. elongtum (Wilkomen.) Lojac.
  - Brachypodium distachyon var. genuinum Guss.
  - Brachypodium distachyon var. hispidum Pamp.
  - Brachypodium distachyon var. monostachya Poir.
  - Brachypodium distachyon var. multiflorum Wilkomen.
  - Brachypodium distachyon var. negelectum T. Ruiz & Devesa
  - Brachypodium distachyon var. paradoxum Somm.
  - Brachypodium distachyon var. pentastachyum (Tineo) Asch. & Graebn.
  - Brachypodium distachyon var. platystachyon Coss. & Durieu
  - Brachypodium distachyon var. pluriflorum Oppenh.
  - Brachypodium distachyon var. pubescens Maire
  - Brachypodium distachyon var. pumilum Willk.
  - Brachypodium distachyon var. subtile (De Not.) Lejac.
  - Brachypodium distachyon var. typicum Fiori
  - Brachypodium distachyon var. undulatum Guss.
  - Brachypodium distachyon var. velutinum Pamp.